# PMB-UVA
PMB-UVA is een bedrijf dat is gevestigd te Eindhoven en dat machines voor de fabricage van sigaren produceert, alsmede verpakkingsmachines voor de levensmiddelenindustrie, dierenvoeding en wasmiddelenbranche. PMB-UVA International is gespecialiseerd in de ontwikkeling, productie, verkoop en service voor de tabaks- en verpakkingsindustrie. PMB UVA heeft een eigen verkoop en service bedrijf in Richmond, USA en is lid van de Eindhovense VDL groep.
PMB UVA International voert twee merknamen:
- PMB Tobacco
- UVA Packaging

PMB ontwikkelt en produceert machines voor de productie en het verpakken van sigaren. UVA verzorgt de ontwikkeling en productie van verticale en horizontale vorm-, vul- en sluitmachines voor onder andere de levensmiddelen-, dierenvoeding- en wasmiddelenbranche.

## Geschiedenis
De afkorting PMB staat voor Progrès Mécanique Bruxelles. Dit was de firma die sedert 1935 de sigarenbandjesmachine van Mignot & De Block op de markt bracht. Omdat deze afkorting bekendheid genoot bij de sigarenindustrie, werd ze overgenomen door het in 1946 opgerichte bedrijf Patent Machine Bouw. In 1947 werd de fabriek van P. van der Heiden gekocht, die eveneens machines voor de tabaksindustrie produceerde. PMB verkocht zijn machines over de hele wereld. PMB was een dochteronderneming van de Koninklijke Verenigde Tabaksindustrieën Mignot & De Block toen het per 1962 ging samenwerken met zijn voornaamste concurrent, het Zweedse bedrijf Arenco. De nieuwe vennootschap onder de naam Arenco-PMB liet in 1963 een nieuw bedrijfspand te Best bouwen waar midden jaren zestig een 350 personen werkzaam waren. In 1967 verkocht Mignot & De Block haar aandeel aan Arenco. PMB opende in 1980 ook een vestiging in Richmond. Vanaf 1980 begon Arenco zich uit de tabaksindustrie terug te trekken, en zo kwam successievelijk het bedrijf opnieuw in handen van PMB. In 1992 waren de tabaksactiviteiten van Arenco geheel overgenomen. Ook de vroegere concurrenten AMF en York werden nu door PMB vertegenwoordigd.
In 1985 werd het bedrijf UVA (Universele Verpakking Apparatuur) overgenomen, dat verpakkingsapparaten voor de levensmiddelenindustrie maakte en de naam vervolgens gewijzigd in PMB-UVA. Vervolgens werd in 1992 het bedrijf Servotech SA overgenomen, waarmee men zich toegang verschafte tot de technologie van servosystemen. Uiteindelijk werd het bedrijf in 2003 overgenomen door de VDL Groep, terwijl PMB-UVA in 2005 het assortiment van Maveco Tobacco overnam. In 2015 werd een nieuw bedrijfspand in Eindhoven betrokken.